# Jhon Jairo López
Jhon Jairo López (Cali, Colombia, 10 de marzo de 1968) es un director técnico de fútbol colombiano. Actualmente dirige al Génesis de la Liga Nacional de Honduras.

## Biografía
Inició su carrera en 1988, en la Escuela Nacional del Deporte y como director técnico en la categoría Primera C inicialmente dirigió a Gambeta Deportes (1988 –1989), posteriormente al Boca Juniors de Cali en las categorías Sub 15-17, (1989-1991) Escuela Carlos Sarmiento Lora, en 1993, y Guadalajara de Buga, en 1995. En 1996 pasó al Cortuluá, como segundo asistente de Reinaldo Rueda. En 1997 estuvo en el Atlético Huila, como asistente número uno de Rafael Corrales.
Pasó por Inglaterra, donde hizo seminarios, veedurías en los equipos de Londres como Arsenal F.C., Fulham F.C., Tottenham, Chelsea F.C. y West Ham United, además de dirigir a la escuela Eurolatin Football Club. Se graduó como técnico en la Escuela Nacional de Entrenadores de la Real Federación Española de Fútbol, superando tres niveles de preparación que le avalan como entrenador UEFA, categoría que lo habilita para dirigir en Europa y selecciones nacionales. En su paso por Madrid (España), fue entrenador de La Meca de Rivas, Club Deportivo Puerta Bonita (director general Divisiones Menores y Entrenador Juvenil Preferente) y Real Madrid Club Deportivo Las Rozas.
En 2011, volvió a la Escuela Carlos Sarmiento Lora en compañía del profesor Alberto Suárez, y en el segundo semestre, Jaime de la Pava lo invitó a ser asistente de él en el Cúcuta Deportivo. De ahí pasaron al Deportivo Táchira. Como técnico en propiedad ha dirigido al Depor F. C. y Universitario Popayán.

## Clubes

### Como asistente
| Club              | País      | Año  | Asistente De     |
| ----------------- | --------- | ---- | ---------------- |
| Cortuluá          | Colombia  | 1996 | Reinaldo Rueda   |
| Atlético Huila    | Colombia  | 1997 | Rafael Corrales  |
| Cúcuta Deportivo  | Colombia  | 2011 | Jaime de La Pava |
| Deportivo Táchira | Venezuela | 2011 | Jaime de La Pava |

### Como entrenador
| Club                  | País     | Año       |
| --------------------- | -------- | --------- |
| Las Rozas             | España   | 2006-2007 |
| Depor Aguablanca      | Colombia | 2012-2013 |
| Universitario Popayán | Colombia | 2013      |
| América de Cali       | Colombia | 2014      |
| Real Cartagena        | Colombia | 2015      |
| América de Cali       | Colombia | 2015      |
| Platense              | Honduras | 2020-2021 |
| Honduras Progreso     | Honduras | 2021-2023 |
| Real Sociedad         | Honduras | 2023-2024 |
| Génesis               | Honduras | 2024-Act. |